# Stuart Erwin
Pour les articles homonymes, voir Erwin.

Stuart Erwin est un acteur américain né (Stuart Phillips Erwin) à Squaw Valley, Californie, le 14 février 1903, et mort à Beverly Hills, Californie, le 21 décembre 1967.

## Biographie
De 1931 à sa mort des suites d'une crise cardiaque, il a été marié avec l'actrice June Collyer (1906-1968).

## Filmographie

### Années 1920
- 1928 : Grande Vedette (Mother Knows Best) de John G. Blystone : Ben
- 1929 : A Pair of Tights de Hal Yates : le petit ami
- 1929 : New Year's Eve : Le fils de Landlady
- 1929 : Sound Your 'A'
- 1929 : Speakeasy, de Benjamin Stoloff : Cy Williams
- 1929 : Thru Different Eyes de John G. Blystone : reporter
- 1929 : L'amour dispose (The Exalted Flapper) de James Tinling : Bimbo Mehaffey
- 1929 : La Danseuse de corde (Dangerous Curves), réalisé par Lothar Mendes : Rotarian
- 1929 : L'Étudiant (The Sophomore)
- 1929 : Happy Days de Benjamin Stoloff : Jig
- 1929 : Têtes brûlées (The Cock-Eyed World) : Buckley
- 1929 : Grande Chérie (Sweetie), de Frank Tuttle : Axel Bronstrup
- 1929 : L'intruse (The Trespasser) : Reporter
- 1929 : This Thing Called Love : Fred

### Années 1930
- 1930 : Hommes sans femmes (Men Without Women) de John Ford : Jenkins, homme à la radio
- 1930 : Young Eagles : Pudge Higgins
- 1930 : Paramount on Parade de Dorothy Arzner : Marine (The Montmartre Girl)
- 1930 : Dangerous Nan McGrew : Eustace Macy
- 1930 : Love Among the Millionaires : Clicker Watson
- 1930 : The Playboy of Paris : Paul Michel
- 1930 : Only Saps Work (en) de Cyril Gardner et Edwin H. Knopf : Oscar
- 1930 : Along Came Youth : Ambrose
- 1931 : No Limit, de Frank Tuttle : Ole Olson
- 1931 : Les Bijoux volés (The Slippery Pearls) : reporter
- 1931 : Dude Ranch : Chester Carr
- 1931 : Up Pops the Devil de A. Edward Sutherland : Stranger
- 1931 : The Magnificent Lie de Berthold Viertel : Elmer
- 1931 : Working Girls de Dorothy Arzner : Pat Kelly
- 1932 : Two Kinds of Women : Hauser
- 1932 : Strangers in Love : Stan Kenney
- 1932 : The Misleading Lady de Stuart Walker : Boney
- 1932 : Make Me a Star : Merton Gill, aka 'Whoop' Ryder
- 1932 : The Big Broadcast de Frank Tuttle : Leslie McWhinney
- 1933 : Face in the Sky : Lucky
- 1933 : The Crime of the Century : Dan McKee
- 1933 : He Learned About Women : Peter Potter Kendall II
- 1933 : Under the Tonto Rim : 'Tonto' Dailey
- 1933 : International House : Tommy Nash
- 1933 : Dans tes bras (Hold Your Man) de Sam Wood : Al Simpson
- 1933 : Le Retour de l'étranger (The Stranger's Return) de King Vidor : Simon
- 1933 : Le Docteur Cornélius (Before Dawn) de Irving Pichel : Dwight Wilson
- 1933 : Day of Reckoning : Jerry
- 1933 : Au pays du rêve (Going Hollywood) : Ernest Pratt Baker, Picture Producer
- 1934 : Palooka : Joe Palooka
- 1934 : Viva Villa ! de Jack Conway : Jonny Sykes
- 1934 : Bachelor Bait : M. William Watts
- 1934 : The Party's Over : Bruce Blakely
- 1934 : La Passagère (Chained) de Clarence Brown : John L. 'Johnnie' Smith
- 1934 : Miracle d'amour (Have a Heart) de David Butler : Gus Anderson
- 1934 : The Band Plays On : Stuffy
- 1935 : After Office Hours : Hank Parr
- 1936 : Brumes (Ceiling Zero) : Texas Clarke
- 1936 : Exclusive Story (en) de George B. Seitz : Tim Higgins
- 1936 : Absolute Quiet : Oscar 'Chubby' Rudd
- 1936 : Women Are Trouble : Casey
- 1936 : All American Chump (en) d'Edwin L. Marin : Elmer Lamb
- 1936 : Parade du football (Pigskin Parade) de David Butler : Amos Dodd
- 1937 : Rivalité (Slim) : Stumpy
- 1937 : Dance Charlie Dance : Andrew 'Andy' Tucker
- 1937 : Small Town Boy : Henry Armstrong
- 1937 : J'ai deux maris (Second honeymoon) de Walter Lang : Leo McTavish
- 1937 : Kidnappez-moi, Monsieur! (I'll Take Romance) : 'Pancho' Brown
- 1937 : Par trois longueurs (Checkers) de H. Bruce Humberstone : Edgar Connell
- 1938 : Mr. Boggs Steps Out : Oliver Boggs
- 1938 : Trois Souris aveugles (Three Blind Mice) de William A. Seiter : Mike Brophy
- 1938 : Passport Husband de James Tinling : Henry Cabot
- 1939 : Back Door to Heaven : Jud Mason
- 1939 : It Could Happen to You : Mackinley Winslow
- 1939 : Hollywood Cavalcade d'Irving Cummings : Pete Tinney, Michael's Cameraman
- 1939 : The Honeymoon's Over : Donald Todd

### Années 1940
- 1940 : Une petite ville sans histoire (Our Town), de Sam Wood : Howie Newsome
- 1940 : Les Dalton arrivent (When the Daltons Rode) de George Marshall : Ben Dalton
- 1940 : Vive le bonheur ! (A Little Bit of Heaven) d'Andrew Marton : Cotton
- 1940 : Sandy Gets Her Man : Bill Kerry
- 1941 : Fiancée contre remboursement (France: DVD title) (The Bride Came C.O.D.) : Tommy Keenan
- 1941 : Cracked Nuts d'Edward F. Cline : Lawrence Trent
- 1942 : Les Aventures de Martin Eden (en) (The Adventures of Martin Eden) de Sidney Salkow : Joe Dawson
- 1942 : La Jungle rugit (Drums of the Congo) de Christy Cabanne : Congo Jack
- 1942 : Blondie for Victory : soldat Herschel Smith
- 1943 : He Hired the Boss : Hubert Wilkins
- 1944 : The Great Mike : Jay Spencer
- 1945 : Pillow to Post de Vincent Sherman : le capitaine Jack Ross
- 1947 : Doctor Jim (en) de Lew Landers : Dr James (Jim) Gateson
- 1947 : Killer Dill (en) de Lewis D. Collins : Johnny 'Killer' Dill
- 1947 : Heaven Only Knows (en) d'Albert S. Rogell : le shériff Matt Bodine
- 1947 : Heading for Heaven (en) de Lewis D. Collins : Henry Elkins
- 1948 : Strike It Rich (en) de Lesley Selander : Delbart Lane

### Années 1950 et 1960
- 1950 : Les Cinq Gosses d'oncle Johnny (Father Is a Bachelor) d'Abby Berlin (en) et Norman Foster : le constable Pudge Barnham
- 1960 : Pour l'amour de Mike (None but the Brave ou For the Love of Mike) de George Sherman : Dr Mills
- 1963 : Après lui, le déluge (Son of Flubber), de Robert Stevenson : l'entraîneur Wilson
- 1964 : Les Mésaventures de Merlin Jones (The Misadventures of Merlin Jones) : le capitaine de police Loomis
- 1966 : Le Virginien (La montre de nos pères ( Yesterday's timepiece)) : le colporteur Amos Tyke